# قشرة شمية داخلية
القشرة الشمية الداخلية هي منطقة من الدماغ تقع في الفص الصدغي من الجهة الإنسية وتعمل كمحور لشبكة واسعة تخدم الذاكرة والملاحة المكانية والإحساس بالوقت، كما تُمثل الواجهة الرئيسية بين الحصين (قرن آمون) والقشرة الجديدة، ويلعب نظام الحصين-القشرة الشمية الداخلية دورًا مهمًا في الذكريات التعريفية (السيرة الذاتية، العرضية، الدلالية) وخاصة في الذاكرة المكانية بما في ذلك تكوين الذاكرة، وتعزيزها، وتحسينها أثناء النوم. تعتبر القشرة الشمية الداخلية مسؤولة أيضًا عن المعالجة المسبقة لإشارات الإدخال في منعكس الغشاء الراف (في الحيوانات) كاستجابة للإشراط الكلاسيكي، ويحدث الترابط بين الإشارات القادمة من العين والأذن في القشرة الشمية الداخلية.

## التركيب
في القوارض، تقع القشرة الشمية الداخلية في الطرف الذيلي للفص الصدغي، وفي البدائيات تقع في النهاية المنقارية للفص الصدغي. وعادة ما يتم تقسيمها إلى مناطق وسطية وجانبية بجانب ثلاثة نطاقات لها خصائص واتصال مميز يمتد بشكل عمودي عبر المنطقة كلها.

### الروابط

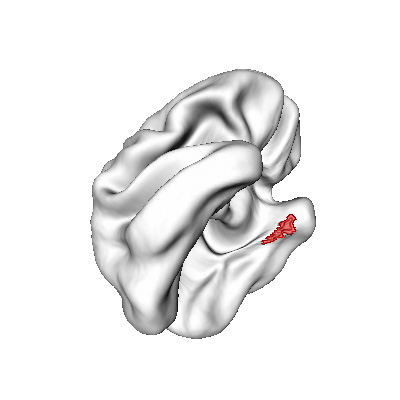
منظر للقشرة الشمية الداخلية اليسرى (بالأحمر) من أسفل المخ، مع وجود مقدمة الدماغ في الأعلى. (رسم فني)

تسقط الطبقات السطحية (الطبقتان الثانية والثالثة) للقشرة الشمية الداخلية على التلفيف المسنن والحصين، وتتلقى هتان الطبقتان مدخلات من مناطق قشرية أخرى، وخاصةالتفيف المجاور للحصين وقشرة الفص الجبهي وغيرها. وبالتالي فإن القشرة الشمية الداخلية ككل تتلقى مدخلات عالية المعالجة من كل الطرق الحسية، وكذلك مدخلات متعلقة بالعمليات المعرفية المستمرة، على الرغم من أنه ينبغي التأكيد على أن هذه المعلومات الداخل للقشرة الشمية تظل معزولة جزئيًا على الأقل.
تتلقى الطبقات العميقة (خاصة الطبقة الخامسة) إحدى المخرجات الثلاثة الرئيسية للحصين، وبدورها تقوم بمادلة الاتصالات القادمة من المناطق القشرية الأخرى التي تسقط على الطبقات السطحية.

## الوظيفة

### معالجة المعلومات العصبية
اكتشف عام 2005 أن القشرة الشمية الداخلية تحتوي على خريطة عصبية للبيئة المكانية في الفئران. وحصل جون أوكيف وماي بريت موسر وإدوارد موسر على جائزة نوبل في الطب أو علم وظائف الأعضاء عام 2014 ويرجع ذلك جزئيًا إلى هذا الاكتشاف.
تُظهر العصبونات الموجودة في الجزء الوحشي من القشرة الشمية الداخلية انتقائية مكانية هزيلة، في حين تُظهر عصبونات الجزء الإنسي منها «حقول أماكن» متعددة مرتبة في شكل نمط سداسي، ولذا تسمى «خلايا الشبكة». تزداد هذه الحقول وتباعد من الجزء الظهري الوحشي إلى الجزء البطني الإنسي للقشرة الشمية الداخلية.
وجدت نفس المجموعة من الباحثين خلايا سرعة في الجزء الإنسي من القشرة الشمية الداخلية للفئران، حيث تتم ترجمة سرعة الحركة من المعلومات الحسية العميقة ثم يتم تمثيلها كمعدلات لإطلاق اللإشارات في هذه الخلايا. ومن المعروف أن هذه الخلايا تطلق إشارات بدلالة السرعة المستقبلية للقوارض.

## الأهمية السريرية

### مرض ألزهايمر
تُعتبر القشرة الشمية الداخلية هي أول منطقة في الدماغ تتأثر بمرض الزهايمر، وقد قامت دراسة تصوير بالرنين المغناطيسي الوظيفي بتحديد موضعها في منطقة القشرة الشمية الداخلية. وقد أظهرت دراسة لوبيز وآخرون  أن هناك اختلافات في حجم القشرة الشمية الداخلية اليسرى بين مرضى الزهايمر ومرضى ضعف الإدراك المعتدل المستقر. ووجد هؤلاء المؤلفون أيضًا أن حجم القشرة اليسرى يرتبط ارتباطًا عكسيًا بمستوى تزامن طور نطاق ألفا بين المنطقة الحزامية الأمامية اليمنى والمناطق القذالية الصدغية.
أجرى علماء الأعصاب في جامعة كاليفورنيا، لوس أنجلوس عام 2012 تجربة باستخدام لعبة فيديو تاكسي افتراضية متصلة بسبعة مرضى بمرض الصرع ولديهم أقطاب كهربائية مزروعة بالفعل في أدمغتهم، مما سمح للباحثين بمراقبة نشاط الخلايا العصبية كلما حدث تشكيل الذكريات. وعندما قام الباحثون بتحفيز الألياف العصبية لكل من القشرة الشمية الداخلية للمرضى أثناء تعلمهم، فإنهم أصبحوا قادرين بعد ذلك على التنقل بشكل أفضل من خلال طرق مختلفة والتعرف على المعالم بشكل أسرع. وهذا يدل على تحسن في الذاكرة المكانية للمرضى.

### تأثير التمارين الرياضية
وجدت دراسة حديثة أنه بغض النظر عن جنس (مذكر/مؤنث) فإن صغار البالغين الذين يتمتعون بلياقة رياضية أكبر يكون لديهم حجم قشرة شمية داخلية أكبر. وأشارت الدراسة إلى أن التمارين الرياضية قد يكون لها تأثير إيجابي على نظام ذاكرة الفص الصدغي الإنسي (والذي يتضمن القشرة الشمية الداخلية) لدى البالغين الأصحاء. وهذا يشير أيضًا إلى أن التدريب على التمارين الرياضية، عندما يتم تصميمه لزيادة اللياقة البدنية، قد يكون له تأثير إيجابي على الدماغ لدى البالغين الأصحاء 